# Fabrikken Caroline
Fabrikken Caroline er en film instrueret af Søren Melson efter manuskript af Susanne Palsbo.

## Handling
De store røde danske malkekøer - hun er en fabrik.